# 1629
Реформація •  Епоха великих географічних відкриттів •  Ганза •  Нідерландська революція •  Річ Посполита •  Запорозька Січ

## Геополітична ситуація
Османську імперію очолює Мурад IV (до 1640). Під владою османського султана перебувають Близький Схід та Єгипет, Середземноморське узбережжя Північної Африки, частина Закавказзя, значні території в Європі: Греція, Болгарія і Сербія. Васалами османів є Волощина та Молдова.
Священна Римська імперія — наймогутніша держава Європи. Її територія охоплює, крім німецьких земель, Угорщину з Хорватією, Богемію, Північну Італію. Її імператором є Фердинанд II з родини Габсбургів (до 1637). Фердинанд III Габсбург — король Угорщини. На території імперії триває Тридцятирічна війна.
Габсбург Філіп IV Великий є королем Іспанії (до 1665) та Португалії. Йому належать Іспанські Нідерланди, південь Італії, Нова Іспанія, Нова Гранада та Нова Кастилія в Америці, Філіппіни. Португалія, попри правління іспанського короля, залишається незалежною. Вона має володіння в Бразилії, в Африці, в Індії, на Цейлоні, в Індійському океані й Індонезії.
Північ Нідерландів займає Республіка Об'єднаних провінцій. Король Франції — Людовик XIII Справедливий (до 1643). Королем Англії є Карл I (до 1640). Король Данії та Норвегії — Кристіан IV Данський (до 1648), Швеції — Густав II Адольф (до 1632). На Апеннінському півострові незалежні Венеціанська республіка та Папська область.
Королем Речі Посполитої, якій належать українські землі, є Сигізмунд III Ваза (до 1632). На півдні України існує Запорозька Січ.
Царем Московії є Михайло Романов (до 1645). Існують Кримське ханство, Ногайська орда.
В Ірані правлять Сефевіди.
Значними державами Індостану є Імперія Великих Моголів, Біджапурський султанат, султанат Голконда, Віджаянагара. У Китаї править династія Мін, маньчжури утворили династію Пізня Цзінь. У Японії триває період Едо.

## Події

### В Україні
- Серпень — калга Давлет-Ґірей з синами Кантемира-мурзи пішов грабувати українські та польські землі.
- Жовтень — розгром татар-нападників у битві під Бурштином.
- 26 жовтня заплановано спільний Синод Руських Православної та Унійної церков у Львові; взяли участь тільки греко-католики[1]
- Перша писемна згадка про село Лисичинці (нині Підволочиського району Тернопільської області)
- Джанібек Гірей утретє очолив Кримське ханство.

### У світі
- Польсько-шведська війна (1626—1629):
  - 17 червня польські війська виграли битву під Тшцяно.
  - 26 вересня війна завершилася укладанням вигідного для шведів Альтмаркського перемир'я.
- Александру V Коконул знову став господарем Молдови.
- У Вісімдесятирічній війні війська Республіки Об'єднаних провінцій взяли Гертогенбос.
- У Франції урядові війська герцога Рішельє припинили повстання гугенотів.
- Тридцятирічна війна:
  - 6 березня імператор Священної Римської імперії Фердинанд II Габсбург видав «Реституційний едикт», який передбачав повернення католицькій церкві земель, що після 1522 року перейшли до протестантських князів.
  - 22 травня у Любеку підписано угоду між Альбрехтом Валленштейном та данським королем Кристіаном IV, за якою втручання Данії в справи імперії припинилося.
- Англійський король Карл I розпустив Парламент. Розпочався період, що в історії Англії отримав назву 11 років тиранії.
- Колонія Массачусетської затоки отримала королівську хартію. До неї прибуло ще 350 переселенців-пуритан.
- Утворено колонію Нова Шотландія.
- Після смерті Аббаса I Великого державу Сефевідів очолив Сефі I.
- Зазнала невдачі друга спроба султана Матараму Чакрасуми захопити Батавію.
- Маньчжури здійснили похід у Внутрішню Монголію.
- На трон Японії вступила імператриця Мейсьо.

## Народилися
Див. також Категорія:Народились 1629
- 14 квітня — Хрістіан Гюйгенс, нідерландський фізик, механік, математик і астроном
- 17 серпня — Ян III Собеський, польський полководець, король Польщі (Ян III, 1674—1696).

## Померли
Див. також Категорія:Померли 1629
- 19 січня — У Масандарані на 58-му році життя помер перський шах з 1587 року Аббас І Великий